# Острівна держава

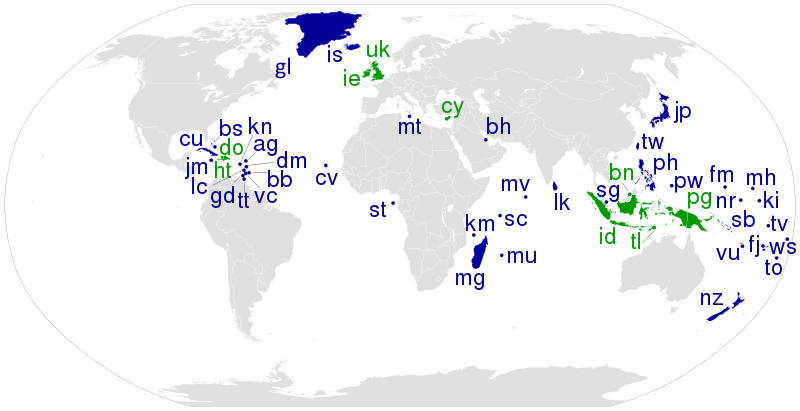
Острівні країни світу

Острівна держава — це країна, яка розташована на одному або декількох островах і не пов'язана ні одним зі своїх регіонів з материком. У наш час з-поміж 194 незалежних країн 47 є острівними країнами. Австралія хоч і не вважається острівною країною, проте не має сухопутних кордонів.
Зазвичай острівні країни менші за площею та менш густозаселені порівнюючи з континентальними країнами.

## Перелік острівних країн за площею
| №  | Країна                   | Площа в км² |
| 1  | Індонезія                | 1 912 988   |
| 2  | Мадагаскар               | 587 041     |
| 3  | Папуа Нова Гвінея        | 462 840     |
| 4  | Японія                   | 377 837     |
| 5  | Філіппіни                | 300 000     |
| 6  | Нова Зеландія            | 270 534     |
| 7  | Велика Британія          | 242 910     |
| 8  | Куба                     | 110 860     |
| 9  | Ісландія                 | 103 000     |
| 10 | Ірландія                 | 70 273      |
| 11 | Шрі-Ланка                | 65 610      |
| 12 | Домініканська Республіка | 48 422      |
| 13 | Тайвань                  | 36 006      |
| 14 | Гаїті                    | 27 750      |
| 15 | Соломонові Острови       | 27 556      |
| 16 | Фіджі                    | 18 367      |
| 17 | Східний Тимор            | 14 409      |
| 18 | Багамські острови        | 13 939      |
| 19 | Вануату                  | 12 190      |
| 20 | Ямайка                   | 10 991      |
| 21 | Кіпр                     | 9 251       |
| 22 | Бруней                   | 5 765       |
| 23 | Тринідад і Тобаго        | 5 128       |
| 24 | Кабо-Верде               | 4 033       |
| 25 | Самоа                    | 2 831       |
| 26 | Маврикій                 | 2 040       |
| 27 | Коморські Острови        | 1 862       |
| 28 | Сан-Томе і Принсіпі      | 1 001       |
| 29 | Кірибаті                 | 811         |
| 30 | Тонга                    | 748         |
| 31 | Домініка                 | 746         |
| 32 | Бахрейн                  | 711         |
| 33 | Мікронезія               | 702         |
| 34 | Сингапур                 | 683         |
| 35 | Сент-Люсія               | 616         |
| 36 | Палау                    | 508         |
| 37 | Сейшельські Острови      | 454         |
| 38 | Антигуа і Барбуда        | 442         |
| 39 | Барбадос                 | 430         |
| 40 | Сент-Вінсент і Гренадини | 389         |
| 41 | Гренада                  | 345         |
| 42 | Мальта                   | 316         |
| 43 | Мальдівські острови      | 298         |
| 44 | Сент-Кітс и Невіс        | 261         |
| 45 | Маршаллові Острови       | 181         |
| 46 | Тувалу                   | 26          |
| 47 | Науру                    | 21          |